# Waisengrün

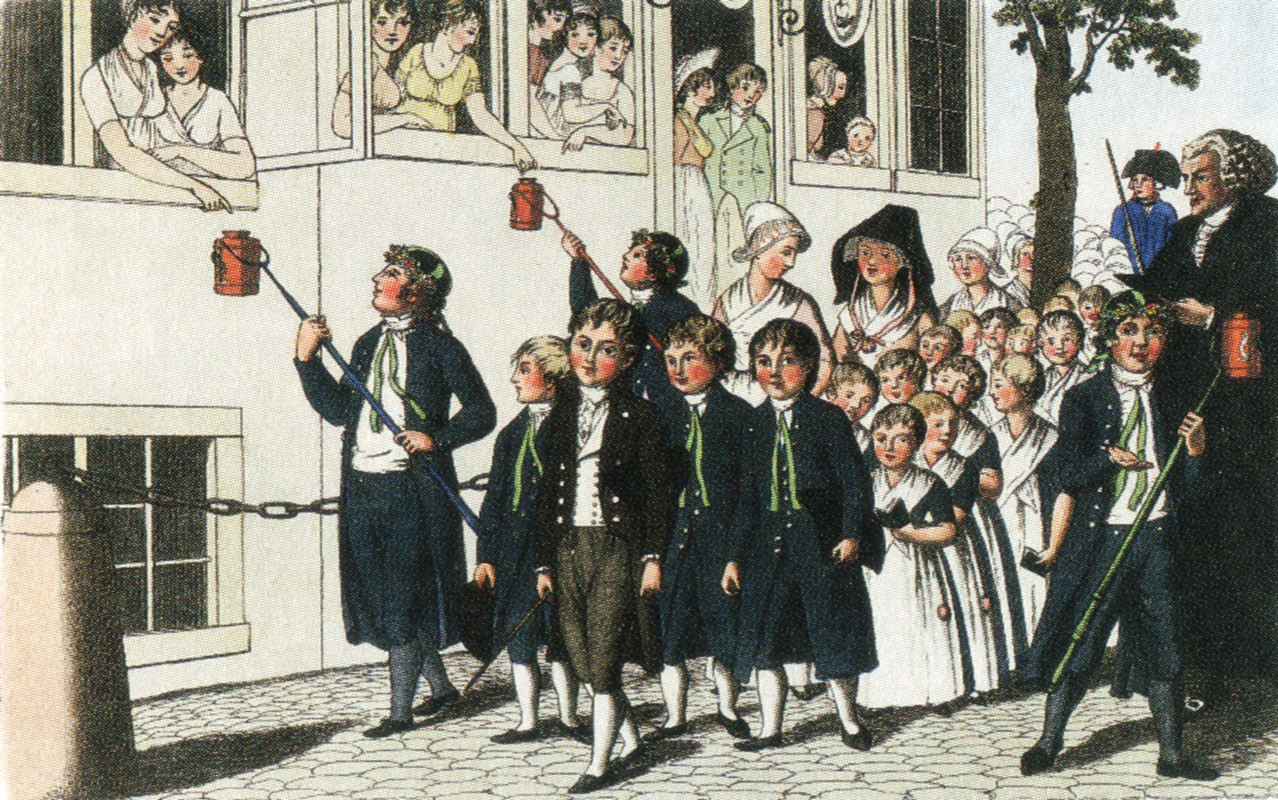
Umzug der Waisenhauskinder, Radierung von Christoffer Suhr (um 1800)

Das Waisengrün war ein zwischen 1633 und 1876 jährlich veranstaltetes Volksfest in Hamburg.

## Geschichte
Das Volksfest Waisengrün wurde zwischen 1633 und 1876 jährlich am ersten Donnerstag im Juli veranstaltet. Zunächst zogen Waisenkinder, die von Musikanten begleitet wurden, durch die Stadt, um bei den Zuschauern Spenden für das Waisenhaus zu sammeln. Anschließend wurde ein Fest vor dem Steintor gefeiert. Das letzte Waisengrün fand am 6. Juli 1876 statt.
Heinrich Heine schildert in dem Gedicht Erinnerung an Hammonia seine Eindrücke des Festes.